# Paratetrapedia seabrai
Paratetrapedia seabrai är en biart som beskrevs av Michener och Jesus Santiago Moure 1957. Paratetrapedia seabrai ingår i släktet Paratetrapedia och familjen långtungebin. Inga underarter finns listade i Catalogue of Life.